# 豊田市のコミュニティバス一覧
本項目「豊田市のコミュニティバス一覧」（とよたしのコミュニティバスいちらん）では、愛知県豊田市で運行されているコミュニティバスの一覧である。

## 廃止路線の代替バスが主目的なもの
- さなげ足助バス
  - とよたおいでんバスに統合
- おでかけ北設（設楽町営バス）
  - 稲武線
  - 設楽町の『田口』と稲武地区の『稲武』を結ぶ路線。
  - 豊田市内の主な停留所 : 稲武、大井平公園前、下山
  - 豊田市負担額：999千円
- とよたおいでんバス
  - 旭バス・稲武バス・小原バス・名鉄バスの一部路線を再編して発足。

## 交通空白地域対策が主目的なもの
- 中心市街地玄関口バス（とよたおいでんバス）

### 旭地域バス
旭地域バス（あさひちいきバス）は、愛知県豊田市の市内を走るコミュニティバス。

#### 概略
旭地区の中心地である小渡と、旭地区内外を結ぶコミュニティバスである。オーワ足助営業所に、運行を委託している。

#### 路線

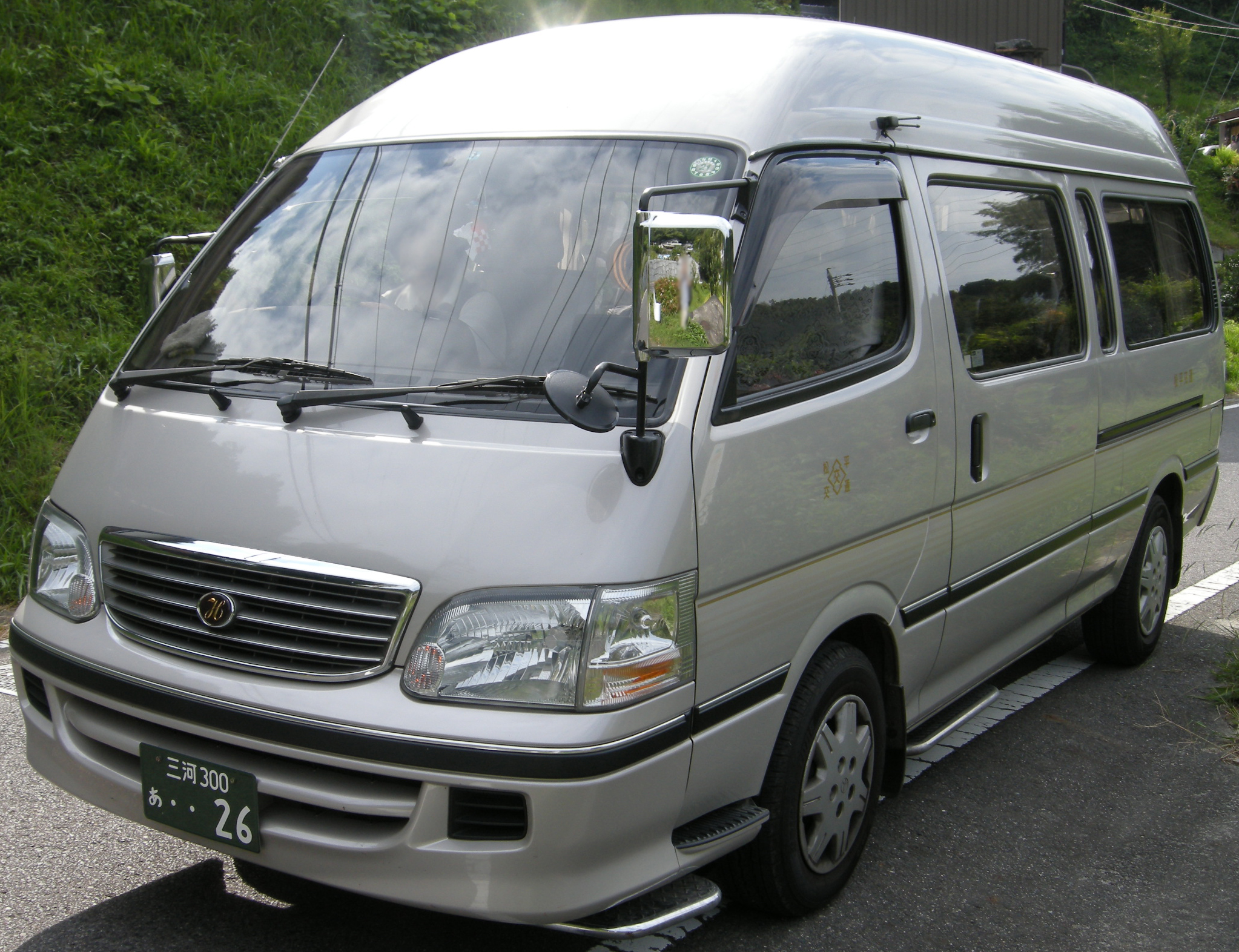
ともえ号の車両

- バス停名「○○（基）」は、基幹バス「とよたおいでんバス」に接続するバス停。
- 運行時間
  - 第1便：午前8時〜9時台
  - 第2便：午前11時〜12時台

##### 生駒線
- 小渡と須渕・閑羅瀬（しずらせ）・坪崎・田津原を結ぶ路線。途中、岐阜県恵那市串原地区の一部（奥矢作湖畔）を経由する。
- 毎週火・木曜日運行。
- 主なバス停：小渡中央広場（基） - 市旭支所 - 須渕 - 土場 - 閑羅瀬（恵那市） - 閑羅瀬（豊田市） - 矢作ダム - 旭大橋 - 坪崎 - 田津原河合
  - 「土場」 - 「閑羅瀬（恵那市）」間の各バス停、及び「矢作ダム」停は岐阜県恵那市に存在し、恵那市自主運行バスに乗り換え可能だったが、該当路線は2017年4月1日に閑羅瀬‐矢作ダム間が、次いで2018年10月1日にささゆりの湯‐閑羅瀬間も廃止されており現在は乗換不可。

##### 笹戸浅野線
- 小渡と笹戸・大坪・上切・浅野を結ぶ路線。
- 毎週水・金曜日運行。
- 主なバス停：小渡中央広場（基） → 平畑口（基） → 笹戸（基） → 池島 → 大坪 → 白石（基） → 小渡中央広場（基） → 市旭支所 → 下切 → 上中辻 → 上切石畑辻 → 一色 → 浅野会館 → 下切 → 市旭支所 → 小渡中央広場（基）

##### 築羽線
- 小渡と万町（まんぢよう）・築羽・日下部・明川（あすがわ）・加塩を結ぶ路線。
- 毎週火・木曜日運行。
- 主なバス停：小渡中央広場（基） - 万町餅形 - 築羽会館 - 日下部上 - 惣田 - 明川（基） - 平沢（基） - 加塩口 - 加塩集会所 - 加塩橋（基）

##### 敷島線
- 小渡と明賀（あすが）・伯母沢・築羽・榊野・万根を結ぶ路線。
- 毎週水・金曜日運行。
- 主なバス停：小渡中央広場（基） - 白石（基） - 杉本（基） - 下明賀 - 太田区民館 - 伯母沢 - 築羽会館 - 伊熊 - 押井口（基） - 榊野（基） - 万根

##### 予約バス
- 上記路線のすべてのバス停、及び「新盛（基）」・「鳥ノ巣（基）」・「北小田（基）」の各バス停で、自由に乗降可能。
- 運行日：平日のみ
- 運行時間：午後1時〜7時（乗車時刻）
- 利用日1週間前～当日1時間前までに電話予約が必要。

##### 旭中スクールバス
- 一般利用も可（登校時のみ）。ただし前日までに連絡が必要。
- 運行日：旭中学校登校日
- 運行期間
  - 前期ダイヤ：4月6日〜7月20日、9月1日〜10月7日
  - 後期ダイヤ：10月11日〜12月22日、1月10日〜3月23日
  - 運行時間については、中学校の都合により毎月、変動がある。

###### 生駒線
- 主なバス停：田津原 → 旭大橋 → 閑羅瀬（豊田市） → 小渡中央広場（基） → 杉本（基） → 旭中学校
  - 一般路線の「生駒線」とは違い、「矢作ダム」・「閑羅瀬（恵那市）」 - 「土場」 - 「須渕」は経由しない。

###### 笹戸線
- 主なバス停：池島 → 笹戸（基） → 平畑口（基） - 小渡中央広場（基） → 杉本（基） → 旭中学校

###### 浅野線
- 主なバス停：上切石畑辻 → 一色 → 浅野会館 → 下切 → 小渡中央広場（基） → 杉本（基） → 旭中学校

###### 築羽線
- 主なバス停：加塩口 → 築羽会館 → 伯母沢 → 旭中学校

##### 廃止・移管路線

###### 旭足助線
- 旭地区の小渡と足助地区の足助病院を結んでいた19.9kmの路線。48人乗りの中型バスで運行。
  - とよたおいでんバス旭・新盛線として短縮されたが、旭・足助線として再度延長されている。
- 主な停留所：小渡、杉本、足助、香嵐渓、足助病院

###### 旭藤岡線
- 旭地区の小渡と藤岡地区の加茂丘高校を結んでいた17.2kmの路線。29人乗りの小型バスで運行。
  - とよたおいでんバス川口・飯野線と旭・豊田線に再編される形で廃止された。
- 主な停留所：小渡、笹戸、御作農協前、加茂丘高校

#### 運賃
- 旭地域バス内：一乗車200円（小学生・障がい者：100円、小学生未満：無料）
  - 一般路線・予約バス・旭中スクールバス（一般利用）のすべてで、同額である。
  - 回数券が発行されている。現在では定期券は発行されていない。
  - manacaなどのICカードは一切利用できない。

#### 年表
- 1999年9月30日 - 旭町から足助町、藤岡町を走る名鉄バス「杉本線」「小渡線」の廃止。
- 1999年10月1日 - 町営バスとして運行開始。
- 2005年4月1日 - 豊田市と旭町の合併により、町営から市営となる。
- 2007年11月1日 - 路線再編。
  - とよたおいでんバスに引き継ぎ、旭藤岡線は「川口・飯野線」「旭・豊田線」の2路線に系統分離。
  - 旭足助線は「旭・新盛線」に路線名称を改称する。

#### 利用状況
2005年度の実績
- 運行経費：21,155千円
- 運賃収入：5,718千円
- 市負担額：15,437千円
- 乗車人員：11,445人
- 1台辺りの乗車人数：2.1人

#### 運行会社
- オーワ足助営業所

### 稲武地域バス

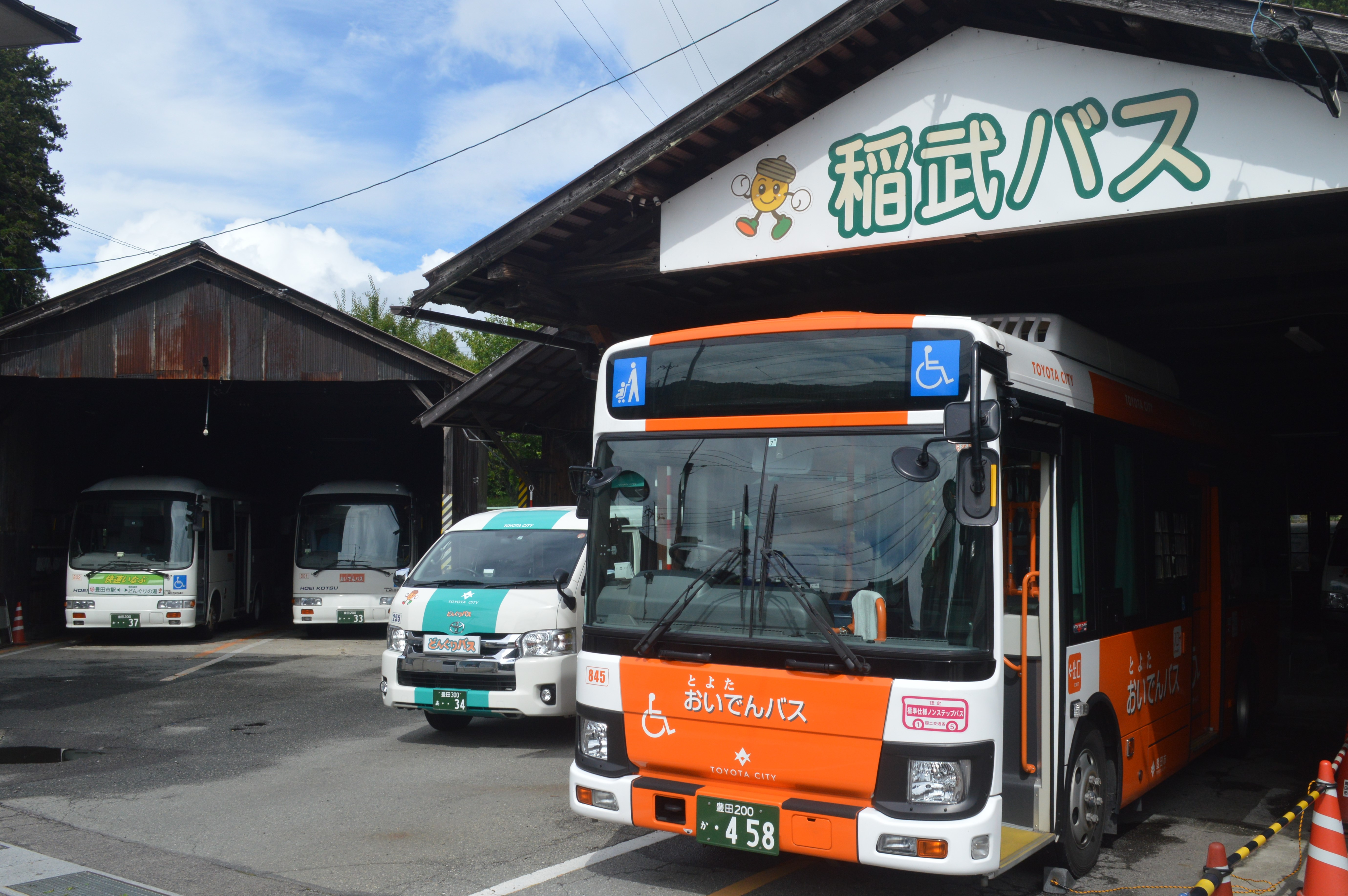
稲武バスセンター（「稲武」バス停）

稲武地域バス（いなぶちいきバス、愛称 : どんぐりバス）は、愛知県豊田市内を走っていたコミュニティバスである。
稲武バスが2007年（平成19年）11月1日に、とよたおいでんバスと稲武地域バス（どんぐりバス）に再編される形で運行を開始した。
本項では、路線再編前の稲武バスについても記述する。
稲武地区の中心地にあるバス停「稲武」と稲武地区内外を結ぶコミュニティバスであり、56人乗りの中型バス3台で運行していた。豊栄交通稲武営業所に運行を委託している。

#### 路線

##### 稲武足助線
稲武と足助地区の足助病院前を結ぶ28.2Kmの路線。2007年（平成19年）11月1日、とよたおいでんバスに路線を移管。
- 主な停留所：稲武、どんぐりの湯前、伊勢神、足助、香嵐渓、足助病院前

##### 根羽線
稲武と長野県下伊那郡根羽村を結ぶ16.9Kmの路線。
- 主な停留所：どんぐりの湯前、稲武、夏焼温泉口、上郷、月瀬、根羽
  - 1日7往復中、4往復は『上郷』止まり。

##### 押山線
稲武と押山を結ぶ8.4Kmの路線。
- 主な停留所：稲武、どんぐりの湯前、東尾、押山

##### 名倉線
稲武と下山を結ぶ4.8Kmの路線。設楽町営バス（おでかけ北設）稲武線に路線を譲渡し、廃止。
- 主な停留所：どんぐりの湯前、稲武、大井平公園前、下山

##### 大桑線
稲武と大桑を結ぶ路線。毎週金曜日に運行。
- 主な停留所：どんぐりの湯前、稲武、夏焼温泉口、大野瀬大橋、大桑
  - 大野瀬大橋 - 大桑間はフリー乗降区間。

##### 河上瀬線
稲武と河上瀬を結ぶ路線。毎週火曜日に運行。
- 主な停留所：どんぐりの湯前、稲武、夏焼温泉口、大野瀬大橋、河上瀬
  - 大野瀬大橋 - 河上瀬間はフリー乗降区間。

##### 川入線
稲武と上川入を結ぶ路線。毎週水曜日に運行。
- 主な停留所：稲武、どんぐりの湯前、東尾、押山、的場、上川入
  - 的場 - 上川入間はフリー乗降区間。

#### 運賃
- 運賃：一乗車200円（中学生以上）、100円（小学生）、無料（未就学児）。
- 定期券、回数券がある。
- manaca、TOICAなどのICカードは一切使えない。

#### 年表
- 1999年（平成11年）
  - 9月30日 - 稲武町内を走る名鉄バス稲武線・根羽線・押山線・田口線の廃止。
  - 10月1日 - 上記4路線の廃止代替バス的な性格の稲武町営バス稲武線・根羽線・押山線が運行開始（名鉄バス田口線は設楽町営バス稲武線に移行）。
- 2001年（平成13年）4月1日 - 稲武町営バス名倉線（どんぐりの湯 - 稲武 - 下山）新設。
- 2005年（平成17年）4月1日 - 豊田市と稲武町の合併により、稲武町営バスが豊田市営となる。
- 2007年（平成19年）11月1日 - 路線再編。根羽線・押山線・名倉線の3路線を稲武地域バス（どんぐりバス）に、稲武線をとよたおいでんバスの一部に再編する。
  - 廃止時期不明 - 名倉線を設楽町営バス（おでかけ北設）稲武線（どんぐりの湯 - 稲武 - 下山 - 田口）に路線譲渡し、廃止。
  - 新設時期不明 - 大桑線・河上瀬線・川入線・野入線・横川中当線・クゾウザ線・富永線・小田木線を新設。
- 2011年（平成23年）4月1日 - 野入線・横川中当線・クゾウザ線・富永線・小田木線を廃止[1]。

#### 利用状況
2005年度の実績
- 運行経費：24,871千円
- 運賃収入：12,645千円
- 市負担額：3,757千円
- 根羽村負担額：659千円
- 愛知県負担額：7,810千円
- 乗車人員：71,721人
- 1台辺りの乗車人数
  - 稲武足助線：9.6人
  - 根羽線：5.5人
  - 押山線：2.7人
  - 名倉線：0.2人

#### 運行会社
- 豊栄交通株式会社

### しもやまバス
しもやまバスは、愛知県豊田市の市内を走るコミュニティバスである。かつては定期路線バス型であったが現在はデマンドバス形式となっている。

#### 概略
下山地区を結ぶコミュニティバス。28人乗りのスクールバス車両3台で運行していた。2013年10月よりデマンド運行に変更。2020年現在の下山地区ではデマンドバスの下山地域バス（しもやまちいきバス）が運行されている

#### 路線
以下の5系統がある。

##### 阿蔵大沼線
『阿蔵』から『大沼』までの12.8Kmの路線。毎日運行。

##### 大沼花山線
『大沼町犬伏』から香恋の館までの21.5Kmの路線。火曜日に1日3回運行。
- 主な停留所：大沼町犬伏、大沼町、香恋の館

##### 田平沢線
『東大林町十王』から『香恋の館』までの21.3Kmの路線。水曜日に1日3回運行。
- 主な停留所：東大林町十王、大沼町、香恋の館

##### 阿蔵大沼線
『高野町』から『大沼町Aコープ』までの23.8Kmの路線。木曜日に1日3回運行。
- 主な停留所：高野町、大桑町、大沼町Aコープ

##### 和合三巴線
『小松野町』から『香恋の館』までの24.9Kmの路線。金曜日に1日3回運行。
- 主な停留所：小松野町、大沼町、香恋の館

#### 運賃
- 1回200円
- 障害者は半額

#### 年表
- 2005年10月 運行開始
- 2013年10月 デマンドバス形式に変更

#### 利用状況
2005年度の実績
- 運行経費：9,246千円（スクールバス含む）
- 運賃収入：552千円
- 市負担額：8,694千円（スクールバス含む）
- 乗車人員：2,761人
- 1台辺りの乗車人数：9.9人

#### 運行会社
- 西三交通

### ともえ号
ともえ号（ともえごう）は、愛知県豊田市の市内を走るコミュニティバスである。

#### 概略
松平地区を走るバスで、平日昼間の時間帯に交通手段の確保が困難な人の支援のため平日の週2日の運行。運行日は月ごとに変更する。10人乗りのワゴン車を使用する。ともえ号の名前の由来は、巴川にちなんでつけられた。利用者が少なかった為か、2022年4月1日を以て休止、地域デマンドタクシーに切り替えられた。豊田市はこのタクシーは実証実験であるとしており、実証実験終了後、その結果によってともえ号を正式に廃止するかどうか改めて検討するとしている。

#### 路線

##### 松平幸海線
『東宮口』と『ジュリンナ』を結ぶ路線。
- 主な停留所：東宮口、松平東照宮、九久平、松平コミセン、松平志賀団地、Aコープ松平店、幸海町集会所、ジュリンナ

『Aコープ松平店』と『ジュリンナ』を結ぶ路線。
- 主な停留所：コープ松平店、幸海町集会所、ジュリンナ

『東宮口』と『Aコープ松平店』を結ぶ路線。
- 主な停留所：東宮口、松平東照宮、九久平、松平コミセン、松平志賀団地、Aコープ松平店

##### 日明長沢線
『日明上』と『長沢上』を結ぶ路線。
- 主な停留所：日明上、大滝楼、Aコープ松平店、松平志賀団地、松平コミセン、九久平団地、加茂川防災倉庫前、長沢上

『日明上』と『Aコープ松平店』を結ぶ路線。
- 主な停留所：日明上、大滝楼、Aコープ松平店

#### 運賃
- 運賃：1回100円。

#### 年表
- 1998年7月：運行開始。

#### 利用状況
2005年度の実績
- 運行経費：5,293千円
- 運賃収入：458千円
- 市負担額：4,835千円
- 乗車人員：4,580人
- 1台辺りの乗車人数：2.1人

#### 運行会社
- 松平交通（豊栄交通グループ）

### ふれあいバス
ふれあいバス（ふれあいバス）は、愛知県豊田市内を走るコミュニティバスである。高岡ふれあいバスとも呼ばれる。

#### 概略
名鉄バスの路線廃止後、公共交通空白地域の解消のため開始。高岡地区と名鉄の駅を結ぶ路線。各自治区の立ち上げた「ふれあいバス運営協議会」と交通事業者の組織「豊田市生活交通運行事業者協会」と市の三者による運行協定により開始した。29人乗りのバスが2台、41～56人乗りが3台ある。

#### 路線
2008年9月現在
- 路線1
  - 若林駅西 - 高岡商工会館 - 西岡二本木 - 星ヶ丘メゾン - 高岡公園 - 高岡本町会館 - 若林駅西 - 高岡町竹後 - 堤本町 - 明知下公民館

- 路線2
  - 知立駅 - 駒場極楽寺 - 高岡公園 - ハイウェイオアシス東 - 星ヶ丘メゾン - 堤本町 - 上丘町

#### 運賃
- 1回200円。2008年9月16日より、小人は100円となる。manacaは利用できない。
- 路線1、路線2との乗継ぎは追加運賃は不要。
- 定期券、回数券がある。

#### 年表
- 2000年7月1日：運行開始。路線1～5の5路線を運行。
- 2001年10月1日：路線を見直し。路線1、2の2路線となる。
- 2003年4月1日：朝の通勤時間帯に急行ルートを新設。
- 2003年：ふれあいバス運営協議会が国土交通大臣表彰制度で「手づくり郷土賞（てづくりふるさとしょう）」を受賞[3]。
- 2008年9月16日：路線を見直し。みよし市の明知下公民館へ乗入れ。さんさんバスの乗り継ぎが可能。急行ルートは廃止となる。運賃を、豊田市の地域バス運賃に統一。

#### 利用状況
2005年度の実績
- 運行経費：62,142千円
- 運賃収入：27,930千円
- 市負担額：34,213千円
- 乗車人員：178,784人
- 1台辺りの乗車人数：10.1人

#### 運行会社
- 名鉄バス
- 名鉄東部交通
- 豊栄交通
- 豊田交通

### あいま～る（足助地区）
- - 14系統で運行距離は7～44Kmと様々。
  - 運賃：200円
  - 2005年度の実績
    - 運行経費：7,494千円
    - 運賃収入：2,374千円
    - 市負担額：5,120千円
    - 乗車人員：11,889人
    - 1台辺りの乗車人数：1.5～16.3人

### 保見地域バス
保見地域バス(ほみちいきバス)は、愛知県豊田市内を走るコミュニティバスである。

#### 概略
豊田市北部の保見地区を結ぶバス。2007年9月運行開始以降、数回の路線再編が為されている。毎週火・木曜日に運行しており、オーワが委託運行している。開設当初は火・金曜日の運行で豊栄交通に委託していた。

#### 路線
2022年9月現在
- 広幡・八草コース
  - 浄水駅  - 豊田厚生病院 - 保見交流館 - JA保見支店 - 篠原駅 - 八草駅 - 大畑公民館 - 広幡公民館 - 大畑公民館

- 田籾コース
  - 浄水駅 - 豊田厚生病院 - バロー浄水店 - 保見塚原 - 保見交流館 - JA保見支店 - 田籾

- 広幡・八草・田籾コース
  - 上記2コースの直通線。浄水駅から田籾コースに入り田籾で折り返した後、そのまま広幡・八草コースに入る。

#### 運賃
- 1回100円で回数券もある。ICカードは使えない。
- 独自のスタンプカードがあり、1乗車で1スタンプを押せる。スタンプ10個で記念品と交換出来る。

#### 年表
- 2007年9月1日：運行開始。当初は1路線のみで毎週火・金曜日の運行で委託会社は豊栄交通だった。
- 2011年4月1日：路線を再編し、従来の路線を広幡・八草コース、田籾・篠原コースの2コースに分割。
- 時期不明：運行日が毎週火・木曜日となり委託運行を豊栄交通からオーワに変更。
- 2020年4月1日：路線再編。両コース兼用だった「ゴルフ場前」を廃止、広幡・八草コースに「太郎迫」を新設。田籾・篠原コースのうち田籾～篠原一色間を廃止し田籾折り返しに短縮、路線名を「田籾コース」に変更。新たに両コースを直通する「広幡・八草・田籾コース」運行開始。

## 福祉対策が主目的なもの
- 豊田市福祉バス
- 福祉バス：小原地区
  - 12系統で週3日程度の運行。
  - 運賃：無料
  - 2005年度の実績
    - 運行経費：1,455千円
    - 乗車人員：3,049人
    - 1台辺りの乗車人数：7.1人

## スクールバス
- 小原・足助・下山・旭・稲武各地区の小・中学校の登校用として運行している。国や県からの補助も出ている。

## 患者輸送バス
- 医療機関への送迎用として下山・旭地区で運行している。

## 自動車学校送迎バスの利用
- 豊田自動車学校、トヨタ中央自動車学校で使用している送迎用バスの空きスペースを利用。対象は高齢者・障害者で無料にて運行。

## 休止
- 石野地域バス（つくばねコース）[4]